# Francesco Cozza (piłkarz)
Francesco Cozza, znany jako Ciccio (ur. 19 stycznia 1974 w Cariati) – włoski piłkarz, grający na pozycji pomocnika, trener piłkarski.

## Kariera piłkarska

### Kariera klubowa
Wychowanek klubów Reggina i Milan. W barwach Milanu w 1993 rozpoczął karierę piłkarską, ale nie potrafił przebić się do podstawowego składu i w 1994 został wypożyczony do Reggiany. Potem grał na wypożyczeniu w klubach Vicenza, Lucchese i Cagliari. W 1997 przeszedł do Lecce. W 1999 przeniósł się do Regginy. W sezonie 2004/05 bronił barw Genoi. Potem zasilił skład Sieny, ale w następnym sezonie 2005/06 został wypożyczony do Regginy. W lipcu 2007 podpisał kontrakt z Regginą. Latem 2009 został piłkarzem Salernitany, w którym po roku zakończył karierę piłkarską.

### Kariera reprezentacyjna
W latach 1994–1995 roku występował w młodzieżowej reprezentacji Włoch.

## Kariera trenerska
Po zakończeniu kariery piłkarza w 2010 rozpoczął pracę trenerską w klubie Reggina, gdzie pomagał trenować pierwszy zespół. Następnie stał na czele klubów Catanzaro, Pisa i Reggina. Potem prowadził zespoły Sicula Leonzio, Taranto, Team Altamura i San Luca.

## Sukcesy i odznaczenia

### Sukcesy klubowe
Milan
- mistrz Ligi Mistrzów: 1993/94

### Sukcesy trenerskie
Sicula Leonzio
- mistrz Serie D: 2016/17 (gr. I)